# Moltkestraße (Lübeck)

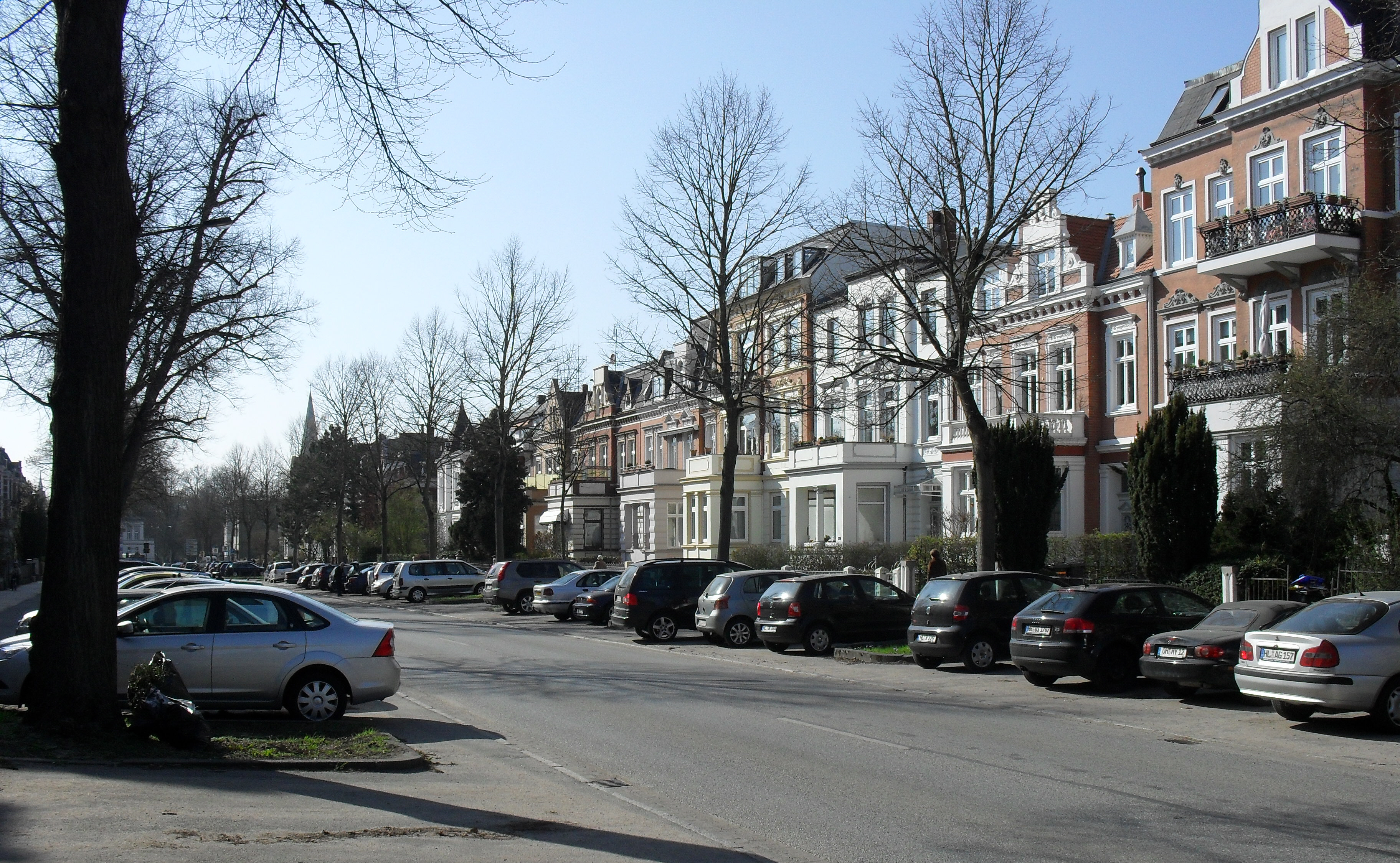
Die Moltkestraße, Blick in Richtung Altstadt

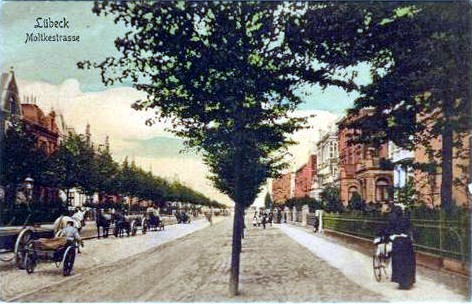
Die Moltkestraße um 1904

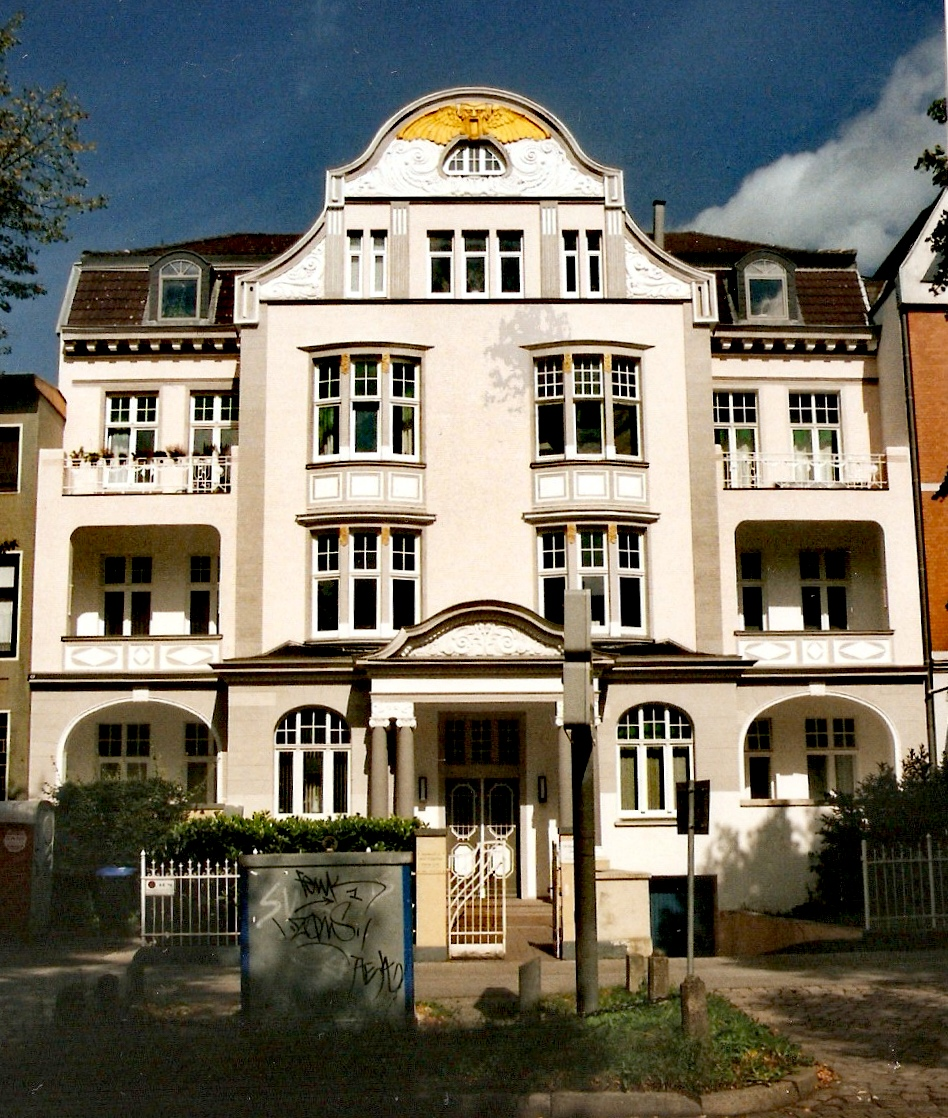
Moltkestraße 1a

Die  Moltkestraße ist eine Allee im Stadtteil St. Jürgen in der Hansestadt Lübeck. Die Bebauung aus der Gründerzeit steht wegen ihrer Geschlossenheit unter Ensembleschutz.

## Lage
Die Moltkestraße bildet in der Verlängerung der Wahmstraße und der Krähenstraße auf der Altstadtinsel den Zugang zum historischen Kern Lübecks. Sie beginnt an der Hüxtertorallee und führt stadtauswärts über die Wakenitz zum Moltkeplatz. Damit bildet sie nach Osten den Zugang nach Brandenbaum und stellt nach Nordosten über Schlutup und nach Südosten über Herrnburg die Verbindung nach Mecklenburg her. Die Moltkestraße ist die südliche  Grenze des mittelalterlichen Falkenfeldes.

## Geschichte

Erste Moltkebrücke (rechts)

Der Name der Straße erinnert an den Lübecker Ehrenbürger Generalfeldmarschall Helmuth Karl Bernhard von Moltke. Angelegt wurde die Moltkestraße 1892 auf Initiative des Baurats Ferdinand Wallbrecht aus Hannover. Er ließ die Moltkestraße und die erste Brücke an dieser Stelle über die Wakenitz auf eigene Kosten bauen, um das Gelände des früheren Hofs Marli zu erschließen. Dort fand 1895 die Deutsch-Nordische Handels- und Industrieausstellung statt, die von den Lübecker Bürgern auch als Weltausstellung bezeichnet wurde. Die  Ausstellung, die vom 21. Juni bis zum 20. September 1895 dauerte, hatte eine Fläche von 140.000 Quadratmetern; das Zentrum lag im Bereich des Moltkeplatzes. Ziel der Ausstellung war es, für Lübeck als Industriestandort zu werben. Aus diesem Anlass wurde eine Straßenbahnstrecke vom Bahnhof zum Messegelände gebaut, die später wieder aufgegeben wurde. Die Ausstellung lockte tausende Besucher an, schloss jedoch mit einem Defizit ab.
Die Moltkestraße wurde Ende des 19. Jahrhunderts mit mehrstöckigen repräsentativen Wohngebäuden gebaut. Sie haben zumeist Etagenwohnungen, deren Wohnräume zur Straßenseite häufig mit stattlichen Kachelöfen und Stuckdecken ausgestattet sind.
Die Gebäude haben Gärten zur Straßenseite sowie auf der Rückseite der Häuser.
Die Häuser wurden seit den 1970er Jahren aufwändig saniert. Sie dienen überwiegend zu Wohnzwecken; in einzelnen Häusern haben Ärzte und Vertreter anderer medizinischer Berufe sowie Baufirmen und Architekturbüros ihren Sitz.
Das unter Denkmalschutz stehende Haus Moltkeplatz 1, eine zweigeschossige Villa mit kreuzförmigen Walmdach, wurde 1910 von Hermann Muthesius entworfen.
Die jetzige Moltkebrücke stammt aus der zweiten Hälfte des 20. Jahrhunderts; sie wurde noch Mitte der 1980er Jahre wegen ihrer exponierten Lage mit Panzersperren versehen, die nach 1989 entfernt wurden.
Die direkte Anbindung an die Innenstadt erhielt die Moltkestraße allerdings erst durch die heutige Rehderbrücke (früher Horst-Wessel-Brücke), die Mitte der 30er Jahre gebaut und am 8. Juli 1936 dem Verkehr übergeben wurde. Auch die Wahmstraße läuft erst seit dem Wiederaufbau nach dem Luftangriff vom 29. März 1942 direkt vom Markt auf diese Brücke zu.
Bis zum 9. November 1989 war die Moltkestraße eine ruhige Wohnstraße, die nach Osten nur Brandenbaum und Eichholz im Stadtteil St. Gertrud erschloss. Nach der Grenzöffnung änderte sich die Lage dramatisch, als der Verkehr vom Übergang Schlutup zunahm und die Verbindung aus Richtung Herrnburg wieder hergestellt war. Die Situation entspannte sich, nachdem der Autoverkehr über den ausgebauten Wesloer Weg im Zuge der Bundesstraße 104 umgeleitet und über die Bundesstraße 75 und die A 226 zur Autobahn 1 geführt wurde. Weitere Verkehrsberuhigung brachte die Fertigstellung des letzten Teilstücks der Bundesautobahn 20 zur A1 im Dezember 2004.

## Bewohner
- 81. Infanterie-Brigade – Nr. 25
- Generalmajor Hans von Kleist († 1927) – Nr. 1a
- Konteradmiral Heinrich Kühne († 1926) – Nr. 37
- Oberst Gustav Schaumann († 1918) – Nr. 33